# Петнист елен
 Тази статия е за бозайника.  За оръжието вижте Сика (оръжие).  
Петнистите елени (Cervus nippon) са вид едри бозайници от семейство Еленови (Cervidae), разпространени в Източна Азия.
Известни са и като сика. Продължителността на живота на петнистия елен е до 15 – 20 години.

## Подвидове
- C. n. aplodontus, в Северен Хоншу
- C. n. dybowskii, в района на Владивосток, Русия
- C. n. grassianus, в Шанси
- C. n. keramae, на островите Рюкю
- C. n. kopschi, в Южен Китай
- C. n. mandarinus, в Северен и Североизточен Китай
- C. n. mantchuricus, в Североизточен Китай и Корея
- C. n. nippon, в Южен Хоншу, Шикоку и Кюшу
- C. n. pseudaxis, в Северен Виетнам
- C. n. pulchellus, на остров Цушима
- C. n. sichuanicus, в Западен Китай
- C. n. taioanus, на остров Тайван
- C. n. yesoensis, на остров Хокайдо

Измежду всичките подвидове най-едър е усурийският (амурският – т.е. от района на река Амур в Сибир), който всъщност единствено се нарича „петнист“ елен.
Рогата на мъжките са много по-малки от тези на елена-лопатар и имат само 4 шипа.
В миналото много популации са пострадали заради избиването на мъжките, с цел да бъдат отрязани рогата им, ценени като източник на лекарствени вещества, поради предполагаемото съдържание на хормони, засилващи половата потентност (в действителност основното, ако не и единственото съдържание на подобни образувания е кератин).